# Rejectaria moestalis
Rejectaria moestalis är en fjärilsart som beskrevs av Walker 1858. Rejectaria moestalis ingår i släktet Rejectaria och familjen nattflyn. Inga underarter finns listade.